# كيليان ديلغادو
كيليان ديلغادو (بالإسبانية: Kilian Delgado)‏ (1 أبريل 1990 في تشيلي - ) هو لاعب كرة قدم تشيلي في مركز الوسط.

## وصلات خارجية
- كيليان ديلغادو على موقع قاعدة بيانات كرة القدم.إي يو (الإنجليزية)
- كيليان ديلغادو على موقع Soccerway.com (الإنجليزية)